# Hôtel d'Asfeldt
Pour les articles ayant des titres homophones, voir Hôtel d'Asfeld et Hôtel de Rochambeau.
L'hôtel d'Asfeldt est un hôtel particulier situé sur la place des Vosges à Paris, en France.

## Localisation
L'hôtel d'Asfeldt est situé dans le 4e arrondissement de Paris, au 16 place des Vosges. Il se trouve sur le côté est de la place, entre les hôtels de Ribault et de Clermont-Tonnerre.

## Historique
L'hôtel date du début du XVIIe siècle.

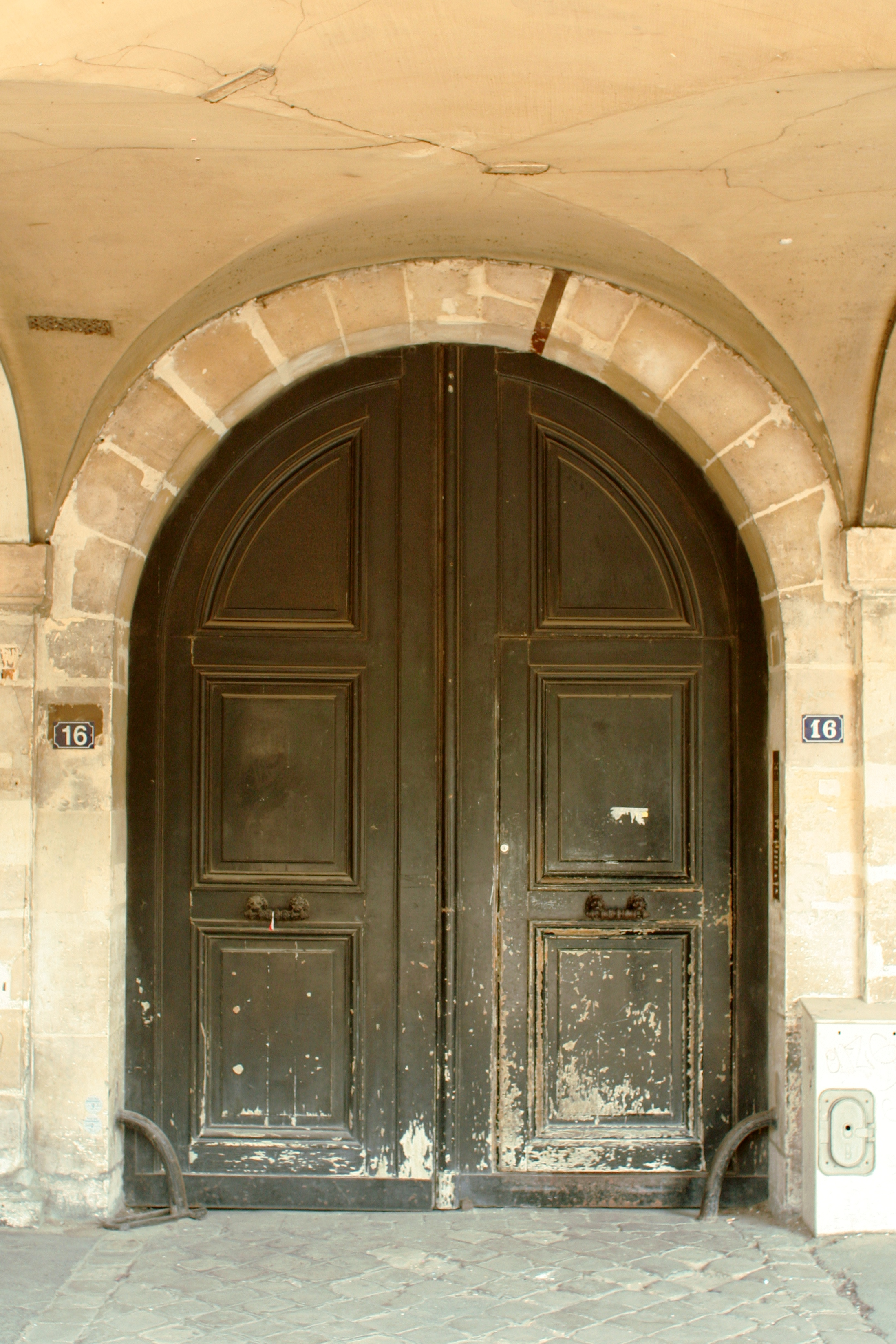
Porte cochère de l'hôtel d'Asfeldt.

La porte et les mascarons sur cour, ainsi que l'escalier, sont inscrits au titre des monuments historiques en 1953 ; la façade et la galerie voûtée sur la place, ainsi que les toitures, sont classées en 1955.